# Sandro Dalla Libera
Sandro Dalla Libera (Zovencedo, 28 marzo 1912 – Venezia, 6 ottobre 1974) è stato un organista, compositore, musicologo e studioso di organaria italiano.

## Biografia
A Vicenza frequentò il Liceo Classico e l'Istituto Musicale "F. Canneti". Ricevette i primi insegnamento musicali dallo zio, Mons. Ernesto Dalla Libera; si è successivamente diplomato in Organo e Composizione organistica, nel 1938, e in Composizione, nel 1940, presso il Liceo Musicale "Cesare Pollini" di Padova; ha seguito poi corsi di perfezionamento, per l'Organo con Fernando Germani a Roma e a Siena e per la Composizione con Gianfrancesco Malipiero a Venezia.

Dal 1º settembre 1939 al 30 settembre 1942 è stato insegnante incaricato di Organo e Composizione organistica nel Conservatorio "Benedetto Marcello" di Venezia; dal 1º ottobre 1942 al 31 ottobre 1973 è stato titolare della medesima cattedra nello stesso istituto. Dal 1º novembre 1973 al 6 ottobre 1974 è stato direttore del Conservatorio "Cesare Pollini" di Padova.
Ha inoltre insegnato Organo nell'Istituto musicale "Francesco Canneti" di Vicenza dal 1937 al 1944, al Liceo musicale "Cesare Pollini" di Padova dal 1947 al 1952, al Liceo musicale "Giuseppe Tartini" di Trieste dal 1952 al 1954.
La sua biblioteca musicale è stata donata al Conservatorio "Cesare Pollini" di Padova; il materiale musicologico, di ricerca organaria e teatrale è stato donato all'"Istituto per la Musica" della Fondazione Giorgio Cini di Venezia.

## Attività artistica
Ha tenuto oltre 200 concerti alla RAI, alla Radio Svizzera di lingua Italiana, alle televisioni francese, svedese e del Lussemburgo, nelle principali città italiane e all'estero: una lunga carriera di concertista a partire dal 17 agosto 1929, data del suo primo concerto, a Camisano Vicentino, per finire il 6 maggio 1974, data del suo ultimo concerto, in Seminario a Vicenza, in occasione del novantesimo genetliaco dello zio, Mons. Ernesto Dalla Libera.

È stato:
- organista alla cattedrale di Vicenza dal 1934 al 1968;
- componente del Comitato direttivo-amministrativo del Teatro La Fenice di Venezia dal 1955 al 1958;
- Direttore dell'Archivio Storico del Teatro La Fenice dal 1962 al 1974, archivio da lui completamente riordinato.

Ha tenuto conferenze a Trento, Trieste, Venezia, Udine, Belluno ed alla Radio Vaticana su argomenti musicali, organari e liturgici.
Il 15 aprile 1971 ha partecipato con brani di A. Gabrieli ai funerali di Igor Stravinskij, tenutisi nella chiesa dei SS. Giovanni e Paolo a Venezia.
È stato studioso, in particolare, della letteratura organistica e dell'organaria veneta dalle origini al XIX secolo.

Ha contribuito alla conoscenza e alla diffusione di un importante patrimonio, sia di musiche (spesso inedite) che di strumenti, con le sue edizioni ed i suoi libri: a cominciare dalla fine degli anni '50, con le edizioni di Andrea e Giovanni Gabrieli, Claudio Merulo e Girolamo Frescobaldi, tratte dall'Intavolatura alfabetica tedesca di Torino, per finire con la riscoperta delle musiche d'organo di alcuni importanti autori veneti del '700 (Baldassare Galuppi, Benedetto Marcello, Giovanni Battista Pescetti).

## Composizioni
- Sacerdos et Pontifex, a 3 voci dispari e organo, Vicenza, SAT, 1946
- Magnificat, per coro a 4 voci e organo (1944), Vicenza, SAT, 1948
- Messa "Sancta Maria",  per coro a 3 voci virili e organo (1944), Milano, Ricordi, 1958
- Corale, per organo, in Hora mystica, Padova, Zanibon, 1960

## Edizioni
- Liber Choralis, Manuale ad uso delle scuole di canto e dei fedeli (e relativo Accompagnamento), SAT, Vicenza, 1946
- Liber Organi, Antologia Organistica in 10 voll., SAT, Verona, 1948 - 1966

1. Scuola italiana e tedesca, 1948
2. Scuola italiana e francese, 1949
3. Pastorali dell'epoca classica, 1949
4. Nuptialia, 1952
5. Scuole spagnola, fiamminga e inglese, 1954
6. Miscellanea, 1954
7. Musiche dell'Ottocento e moderne, 1961
8. Musiche inedite del Settecento veneziano, 1962
9. Musiche cembalo-organistiche, 1964
10. Scuola italiana e tedesca, 1966

- Liturgia dei defunti, trasposizione musicale, Favero, 1954
- Giovanni Sebastiano Bach, Corali a commento dell'anno liturgico, SAT, Vicenza, 1955
- Il Libro dei Versi, raccolta di versi distribuiti secondo i gradi della scala, SAT, Vicenza, 1956
- Girolamo Frescobaldi, Fiori musicali, Versi d'Hinni e Magnificat. Nuova edizione dalla stampa del 1635 e da un Mss. della Biblioteca del Conservatorio "G. B. Martini" di Bologna, SAT, Vicenza, 1957
- Antologia organistica italiana (Sec. XVI - XVII), Ricordi, Milano, 1957
- Giovanni Gabrieli, Composizioni per organo, Trascrizioni dall'intavolatura d'organo tedesca della Biblioteca Nazionale di Torino e da stampe del 1595 e 1608. 3 voll. Ricordi, Milano, 1957 - 1959
- Claudio Merulo, Toccate per organo, Trascrizioni dall'intavolatura d'organo tedesca della Biblioteca Nazionale di Torino. 3 voll., Ricordi, Milano, 1958 - 1959
- Andrea Gabrieli, Tre Messe per organo, Trascrizioni dall'intavolatura d'organo tedesca della Biblioteca Nazionale di Torino, Ricordi, Milano 1959
- Andrea Gabrieli, Toccate per organo, Trascrizioni dall'intavolatura d'organo tedesca della Biblioteca Nazionale di Torino. Ricordi, Milano, 1961
- Francesco Sponga, Aria francese (IV), Musica Sacra, Serie II, Anno VI, Milano 1961, n. 6
- Girolamo Frescobaldi, Nove Toccate inedite, Trascrizione dalla notazione alfabetica dell'intavolatura d'organo tedesca della Biblioteca Nazionale di Torino, Collana di musica italiana, serie I, vol. II. l'Organo, Brescia-Kassel, 1962
- Claudio Merulo, Versetti per organo, Zanibon, Padova, 1971
- Musiche d'organo del '700: raccolta di 32 composizioni originali di autori veneti inedite o poco note, Zanibon, Padova, 1978

Ha inoltre curato edizioni a carattere didattico di musiche organistiche di J. S. Bach, Vivaldi-Bach, B. Marcello e dei "Cento studi per organo" di Oreste Ravanello per l'editrice Zanibon di Padova

## Opere letterarie e saggi
- L'organo, Ricordi, Milano, 1956
- L'arte degli organi a Venezia, Istituto per la collaborazione culturale, Fondazione Giorgio Cini, Venezia, 1962
- L'arte degli organi nel Veneto: la diocesi di Ceneda, Istituto per la collaborazione culturale, Fondazione Giorgio Cini, Venezia - Roma, 1966
- Il Teatro La Fenice, Cronologia degli spettacoli, vol. I (1792-1866), vol II (1867-1948), vol. III (1949-1970), ASTLF
- Il Teatro La Fenice, Cronologia dei concerti, vol. I (1802-1955), vol. II (1956-1974), ASTLF
- Musiche inedite di organisti milanesi dei secoli XVI e XVII, in Musica sacra, anno 85, serie II anno 4, Milano 1959, p. 153
- Alcune notizie sulla Cappella Musicale di S. Marco, in Musica sacra, LXXXIV, Nuova Serie, V, Milano, 1960, pp. 56–57
- Saggio di un regesto degli organi della città di Venezia, in L'Organo n. 1,  Anno II, 1961, pp. 25–41
- Cronologia musicale della Basilica di San Marco in Venezia, in Musica sacra, anno 85, serie II, VI, Milano, 1961, pp. 25–27, 88-91, 135-136
- Don Francesco Sponga, in Musica sacra, anno 85, serie II anno 6, Milano 1961, pp. 166–168
- Gaetano Callido organaro veneto, in Musica sacra, anno 86, serie II anno 7, Milano 1962, pp. 90–93
- (ES)  Mistica del órgano, in J. Lopez-Calo, Presente y futuro de la musica sagrada, conferencias pronunciadas en la radio Vaticana, Madrid, 1966, pp. 83–91
- L'Archivio del Teatro La Fenice, in L'Ateneo Veneto Rivista di Scienze, Lettere ed Arti, anno VI, vol. 6 n. 1, 1968, pp. 135–146
- La Presidenza del Teatro La Fenice dalle origini al 1968, ASTLF
- Ernani di G. Verdi, Cronologia, ASTLF
- Cronologia degli spettacoli teatrali nel Teatro La Fenice di Venezia, in I Teatri del Mondo - La Fenice, Nuove Edizioni, Milano, 1972, pp. 311–337
- (EN)  Organs in Venice, The Organ Yearbook, IV, 1973, pp. 18–30
- Cesare Borgo, Nicolò Coccon, Francesco Antonio Callegari, Dario Castello, Ippolito Ciera, Agostino Coletti, Francesco Contin, Giuseppe Contin, Bartolomeo Cordans, voci biografiche in Die Musik in Geschichte und Gegenwart (MGG), Bärenreiter, Kassel, 1973
- Regesto di notizie organarie e organistiche pubblicate nella "Gazzetta di Venezia" (1816-1888), (in collaborazione con Giuseppe Radole), L'Organo, XII, 1974, pp. 65–110; XIII, 1975, pp. 95–130; XIV, 1976, pp. 133–154; XV, 1977, pp. 97–125

## Discografia
- G. Frescobaldi, Telefunken LGX66070, (1956)
- A. e G. Gabrieli, Vedette VST-6008, (1967), Organo Nacchini (1751), Chiesa dell'Ospedaletto, Venezia
- A. e G. Gabrieli, C. Merulo, F. Sponga, GB. Pescetti, B. Galuppi, Amici del Conservatorio "B. Marcello" - Venezia, 2016

## Registrazioni Radio
Registrazioni presenti negli archivi di alcune Emittenti Radiofoniche Europee
Magadino, 3 ottobre 1953  -  (diffusione RSI 25.12.1953)
Natalizio
- Bernardo Pasquini, Introduzione e Pastorale
- Pietro Alessandro Yon, Il Natale in Sicilia. Cornamusa
- Joaquin Turina, Musetta op. 13
- Olivier Messiaen, les Anges, les Mages

Magadino, 20 novembre 1954 - (diffusione RSI 26.2.1955)
- Girolamo Frescobaldi, Toccata per l'elevazione, Canzona, La Frescobalda, Toccata II (dal 2° libro)
- Marco Enrico Bossi, Canto della sera, Studio sinfonico

Magadino, 18 ottobre 1960 – (diffusione RSI 1.2.1961)
- Andrea Gabrieli, Toccata e Ricercare Arioso
- Licinio Refice, Berceuse
- Carlo Florindo Semini, Fantasia

Lodrino, settembre 1961 – (diffusione RSI 1.11.1961)
- Francesco Sponga, Ricercare n. 13
- Baldassarre Galuppi, Sonata n. 1, Sonata n. 2

Venezia, Ospedaletto, 5 agosto 1963 - (diffusione RAI  18.11.1963)
Organi antichi d'Europa
- Andrea Gabrieli, Due Versi, Ricercare del XII tono
- Giovan Battista Pescetti, Sonata seconda
- Baldassarre Galuppi, Versetto, Tre Pezzi
- Francesco Sponga, Versetto
- Claudio Merulo, Toccata quinta
- Giovanni Gabrieli, Canzon a quattro

Venezia, SS.Giovanni e Paolo, 15 aprile 1971 – (diretta RAI)
Cerimonia funebre per la sepoltura di Igor Stravinskij
- Andrea Gabrieli, Preambulum IV toni, Preambulum III toni, Toccata del X tono, Pass'e mezzo antico